# Welcome to Chechnya
Welcome to Chechnya (en español: Bienvenido a Chechenia) es un documental del año 2020 realizado por el periodista, autor y documentalista estadounidense David France. El largometraje se centra en los campos de concentración para gays en Chechenia a finales de la década de 2010. Filmado con cámaras ocultas, la película retrata como refugiados LGBT escapan de Rusia a través de una red de refugios brindados por activistas.
Su estreno se llevó a cabo en el Festival de Cine de Sundance el 26 de enero de 2020 y fue lanzado el 30 de junio de 2020 por HBO Films.

## Producción
El film sigue el trabajo de activistas rescatando sobrevivientes de tortura en Chechenia. Para evitar exponer su labor, fue filmado en secreto, usando cámaras ocultas, celulares, GoPros, y cámaras domésticas.
Para complicar aún más la producción de la película se encontraba la necesidad de proteger las identidades de los entrevistados. El director quería poner un rostro humano a la historia, por eso las técnicas convencionales para ocultar apariencias de entrevistados, tales como hacer sus caras borrosas, filmarlos en la oscuridad o contratar actores que interpretaran los personajes reales no les fueron suficientes. Eventualmente, David France optó por técnicas de reemplazo facial avanzado a través de inteligencia artificial y tecnología nueva de efectos visuales, para que el espectador pudiera ver rostros reales que mostraban emociones reales, al mismo tiempo que protegían las identidades de las personas entrevistadas. Este enfoque es un "cambio de juego en la protección de la identidad", según Documentary Magazine, y una herramienta completamente nueva para los realizadores de documentales. Para proteger las identidades de los entrevistados, el equipo de producción no podía enviar imágenes a través de Internet ni trabajar en ellas en un entorno de estudio abierto. En cambio, editaron la película en una habitación sin ventanas para cumplir con los protocolos de seguridad.
Uno de los refugiados, Maxim Lapunov, es identificado públicamente en la película, ya que buscó, sin éxito, obtener una reparación legal de las autoridades rusas.
La misteriosa desaparición del cantante gay checheno Zelim Bakaev después de una visita a Grozny para la boda de su hermana en agosto de 2017 también recibe una breve mención en la película.

## Lanzamiento
La película se estrenó en el Festival de Cine de Sundance 2020, y se proyectó en el 70.º Festival Internacional de Cine de Berlín. Fue lanzado el 30 de junio de 2020 por HBO Films.
Se mostró en el Festival de Cine de Adelaida en octubre de 2020.

## Recepción
Recibió elogios universales de los críticos, en Rotten Tomatoes la película tiene una calificación del 100% basada en 69 críticas, con una calificación promedio de 8.7/10. El consenso de los críticos del sitio web dice: "Un esclarecedor y urgente llamado a la acción, Welcome to Chechnya retrata los horrores de la persecución masiva de la comunidad LGBTQ + en la República de Chechenia con tenacidad y ternura". Metacritic, que usa un promedio ponderado, asignó a la película una puntuación de 86 sobre 100 sobre la base de 17 críticos, lo que indica "aclamación universal".

## Premios
La película ganó 4 premios:
- Documental estadounidense premio especial del jurado a la edición en el Festival de Cine de Sundance.
- Premio Teddy Activist en el Festival de Cine Internacional de Berlín
- Panorama Publikumspreis (premio de la audiencia) al Mejor Documental en el Festival de Cine Internacional de Berlín
- Premio de la audiencia "Pink Dragon" Festival de cine LGBT de Ljubljana